# BNP Paribas Showdown
El BNP Paribas Showdown (anteriormente NetJets Showdown,Billie Jean King Cup) es un evento de tenis jugado por la noche operado por GF Sports  y celebrado en el Madison Square Garden en la ciudad de Nueva York cada mes entre febrero o marzo desde 2008.
El Showdown es parte del Día Mundial de Tenis, una iniciativa para aumentar la participación en el tenis en todo el mundo. El evento sirve como el pistoletazo de salida a la temporada de tenis en América del Norte. El formato del evento es otro año a año incluyendo los jugadores actuales y retirados masculinos y femeninos que juegan individuales y dobles.
Algunos de los más grandes jugadores de todos los tiempos han participado en el BNP Paribas Showdown entre ellos: Roger Federer, Serena Williams, Pete Sampras, Novak Djokovic, Rafael Nadal, y Bob y Mike Bryan .
El Showdown de 2017 incluirá Venus Williams, Garbine Muguruza, Juan Martín del Potro, Kei Nishikori, Jack Sock, Nick Kyrgios, Andy Roddick, y Lleyton Hewitt.

## Historia del evento
El BNP Paribas Showdown está celebrando su 10 aniversario en 2017. En 2008, el evento se conoce como el NetJets Showdown, el regreso de tenis al Madison Square Garden después de casi una década. Un lleno total de personas vio Roger Federer y Pete Sampras, podría decirse que considera los dos más grandes jugadores de la historia en el tiempo, cara a cara. Federer venció a Sampras en un clásico, 6-3, 6-7(4), 7-6(6).
2009 marcó el año inaugural de la Billie Jean King Cup y la primera vez que el tenis femenino había sido jugado en el Madison Square Garden desde 2000, cuando el Campeonato de WTA de fin año se llevaron a cabo allí. El evento contó con Serena Williams, Venus Williams, Ana Ivanovic y Jelena Jankovic. Serena Williams ganó su partido de semifinales contra Ana Ivanovic por 6-3, y Venus Williams ganó 6-4 en contra Jelena Jankovic. La final fue ganada por Serena por 6-4, 6-3. La Billie Jean King Cup regresó en 2010 y fue ganado por Venus Williams.
En 2011, el evento fue renombrado el BNP Paribas Showdown y fue una celebración de leyendas del tenis americano y dos de las mayores rivalidades en la historia del deporte: Ivan Lendl y John McEnroe y Pete Sampras y Andre Agassi. Entre 2011 y 2016, varios otros campeones de Grand Slam y ex No. 1 del mundo de haber jugado en el Garden.
En 2013, el evento BNP Paribas Showdown se amplió y comenzó a celebrada en Hong Kong por primera vez. Ese evento también se jugó en 2014. En 2014, el Showdown se expandió de Nueva York y Hong Kong y se jugó en Londres.

## Lista de ganadores

### New York
| Años | Campeones                               | Finalistas                     | Resultado           |
| ---- | --------------------------------------- | ------------------------------ | ------------------- |
| 2017 | Jack Sock vs. Nick Kyrgios              | Jack Sock vs. Nick Kyrgios     |                     |
| 2017 | Juan Martín del Potro vs. Kei Nishikori |                                |                     |
| 2017 | Venus Williams vs. Garbiñe Muguruza     |                                |                     |
| 2017 | Andy Roddick vs. Lleyton Hewitt         |                                |                     |
| 2016 | Gael Monfils                            | Stan Wawrinka                  | 7–6(6), 6–3         |
| 2016 | Serena Williams                         | Caroline Wozniacki             | 7–5, 6–4            |
| 2015 | Gabriela Sabatini                       | Monica Seles                   | 8–5                 |
| 2015 | Grigor Dimitrov                         | Roger Federer                  | 6–2, 1–6, 7–5       |
| 2014 | Bob Bryan & Mike Bryan                  | John McEnroe & Patrick McEnroe | 8–3                 |
| 2014 | Novak Djokovic                          | Andy Murray                    | 6–3, 7–6(2)         |
| 2013 | Serena Williams                         | Victoria Azarenka              | 6–4, 6–3            |
| 2013 | Juan Martin del Potro                   | Rafael Nadal                   | 7–6(4), 6–4         |
| 2012 | Maria Sharapova                         | Caroline Wozniacki             | 6–3, 6–4            |
| 2012 | Andy Roddick                            | Roger Federer                  | 6–3, 7–6(7)         |
| 2011 | Ivan Lendl                              | John McEnroe                   | 3–6, ret.           |
| 2011 | Pete Sampras                            | Andre Agassi                   | 6–3, 7–5            |
| 2010 | Venus Williams                          | Kim Clijsters                  | 6–4, 3–6, 7–5       |
| 2009 | Serena Williams                         | Venus Williams                 | 6–4, 6–3            |
| 2008 | Roger Federer                           | Pete Sampras                   | 6–3, 6–7(4), 7–6(6) |

### Hong Kong
| Años | Campeones           | Finalistas         | Resultado |
| ---- | ------------------- | ------------------ | --------- |
| 2014 | Samantha Stosur     | Li Na              | 6–4, 6–3  |
| 2014 | Lleyton Hewitt      | Tomáš Berdych      | 6–4, 7–5  |
| 2013 | Agnieszka Radwańska | Caroline Wozniacki | 6–4, 6–4  |
| 2013 | John McEnroe        | Ivan Lendl         | 8–5       |

### London
| Año  | Campeones    | Finalistas   | Resultado   |
| ---- | ------------ | ------------ | ----------- |
| 2014 | Pat Cash     | Ivan Lendl   | 8–6         |
| 2014 | Andre Agassi | Pete Sampras | 6–3, 7–6(1) |